# Siahkal
Siahkal (persisch سياهكل, DMG Siāhkal) ist eine Stadt in der iranischen Provinz Gilan. 
Siahkal wurde am 8. Februar 1971 dadurch international bekannt, dass eine Gruppe von Guerilleros, die sich Volksfedajin (Organisation der Volksfedajin-Guerilla Iran) nannten, ein Polizeirevier überfielen, um verhaftete Kameraden zu befreien. Dieser Angriff, bei dem drei Polizeibeamte den Tod fanden, wird als der Beginn der Guerillabewegung gegen Schah Mohammad Reza Pahlavi betrachtet.
Der Verwaltungsbezirk weist eine Bevölkerung von 47.866 aus.

## Bilder

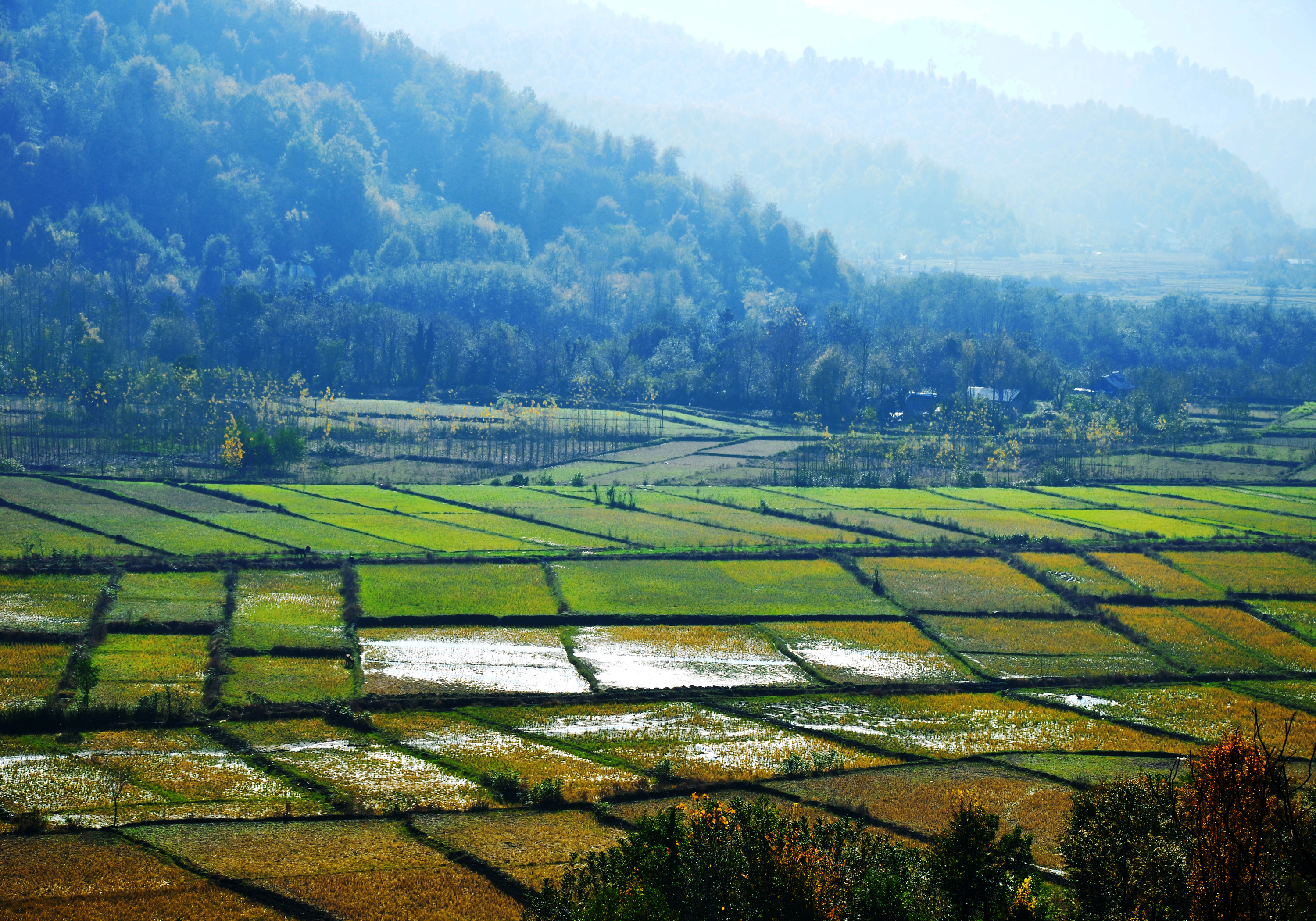
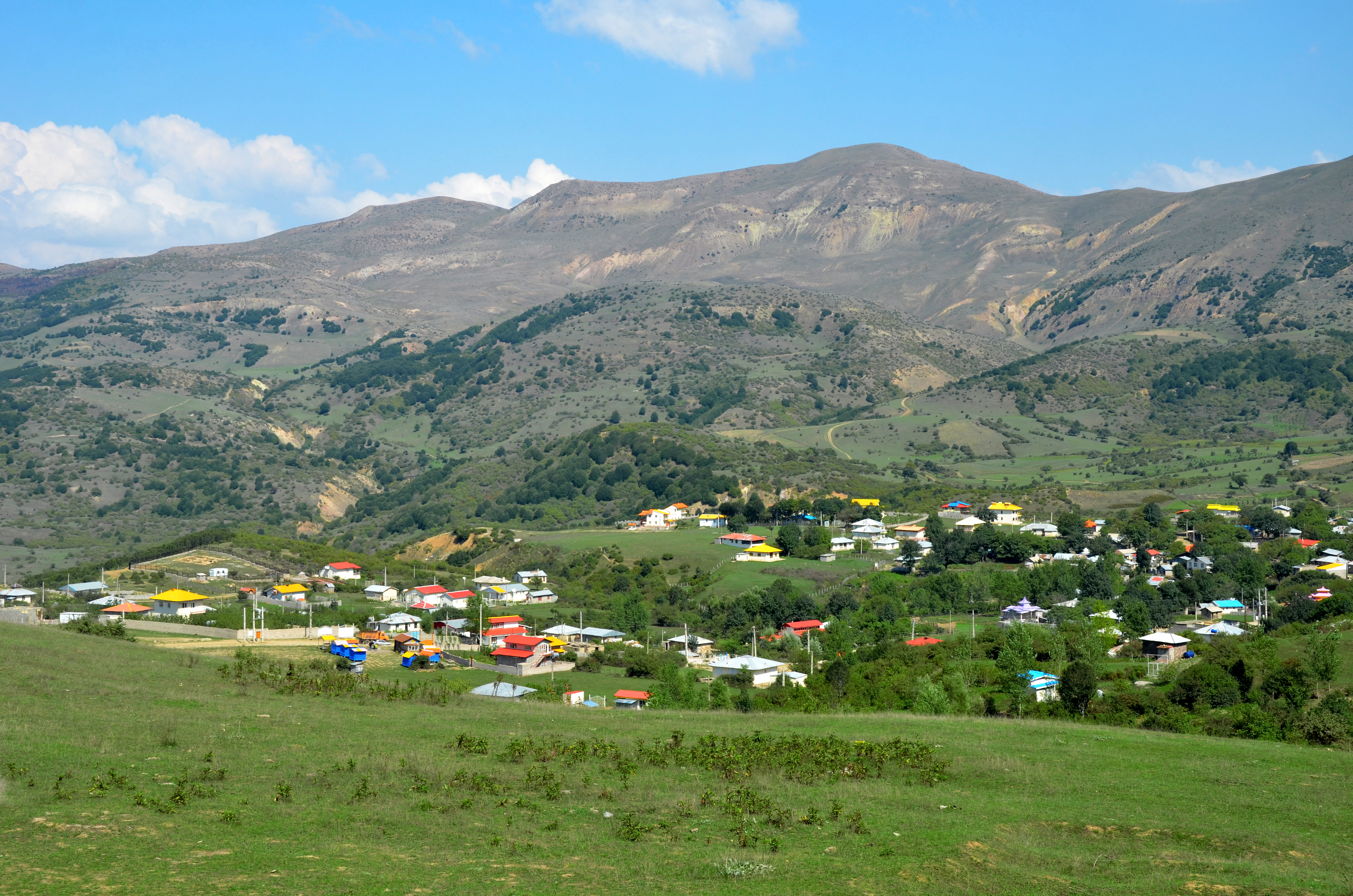
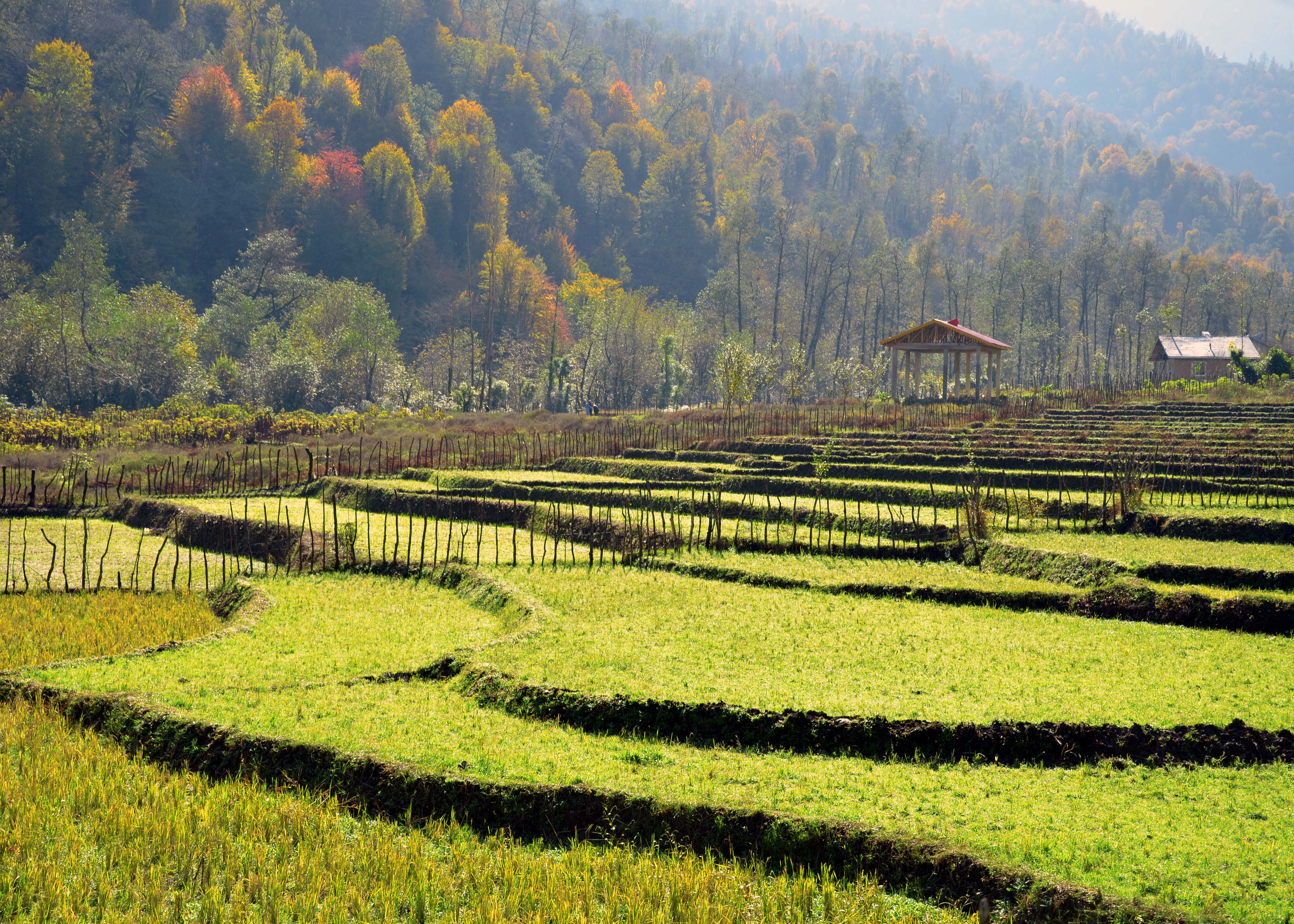
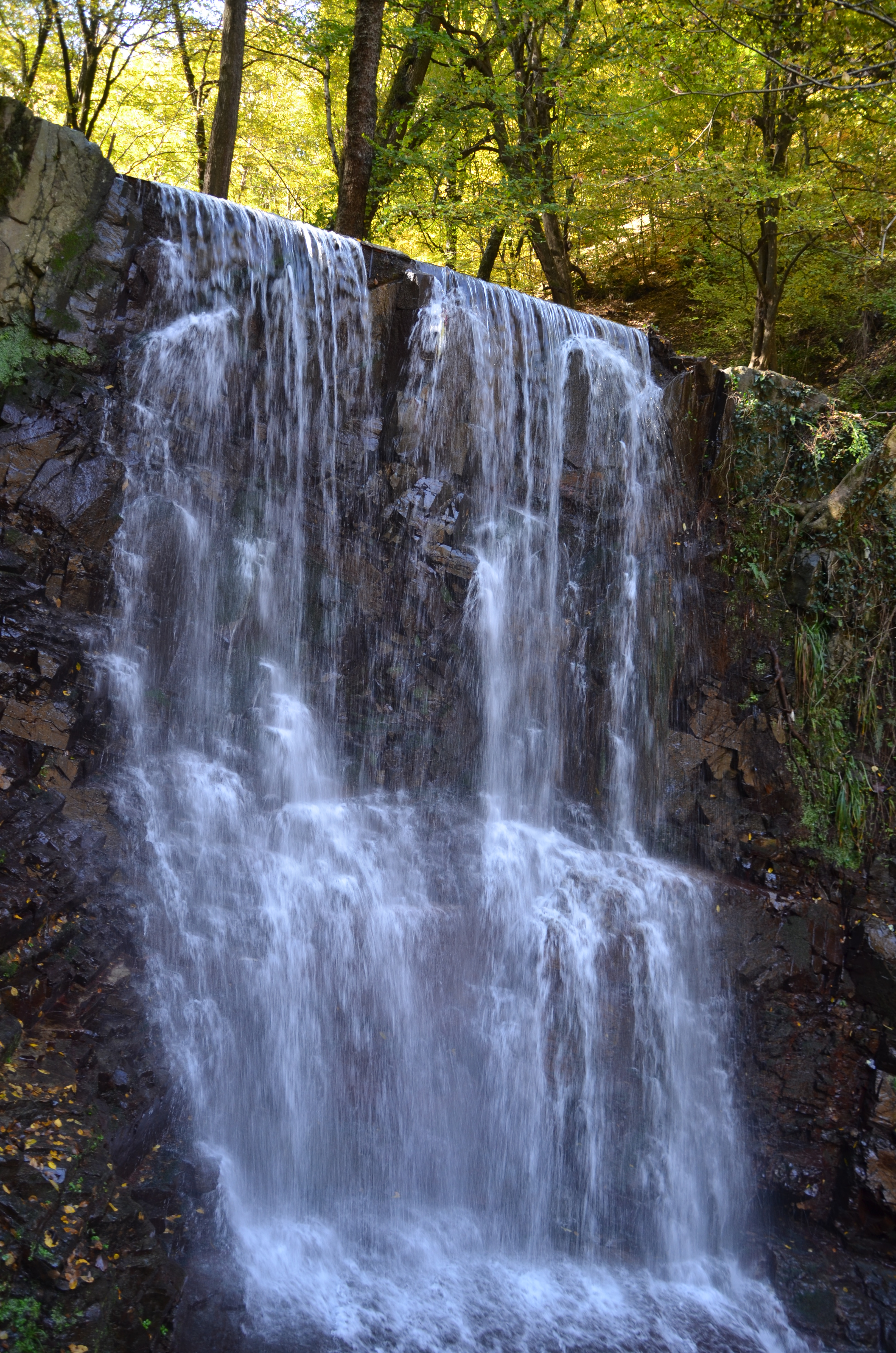